# Ermen Benítez
Ermen Benítez   (Esmeraldas, 4 de maig de 1961) és un exfutbolista equatorià de la dècada de 1980.
Fou 19 cops internacional amb la selecció de l'Equador.
Pel que fa a clubs, defensà els colors de El Nacional durant la major part de la seva carrera. Va marcar 191 gols en el campionat equatorià. Va marcar més de 100 gols al futbol equatorià.
És pare del també futbolista Christian Benítez.